# اولگ گربنف
اولگ گربنف (روسی: Олег Николаевич Гребнев؛ زادهٔ ۴ فوریه ۱۹۶۸) بازیکن هندبال اهل روسیه بود.
وی در مسابقات کشوری و بین‌المللی در مجموع برندهٔ ۴ مدال طلا، ۳ مدال نقره شده‌است.